# Helnæs Fyr
Helnæs Fyr ist ein Leuchtturm auf der zu Fünen gehörenden Halbinsel Helnæs. Er steht in Lindehoved am westlichen Ende der Halbinsel. Es handelt sich um einen 28 m hohen weißen Turm mit quadratischem Grundriss, der 1900 bis 1901 über der Steilküste errichtet wurde.

## Bauwerk
Der Turm ist im Innern in mehrere Etagen unterteilt, die durch schmale Fenster belichtet werden. Eine vorkragende Aussichtsplattform, die von Konsolen gestützt wird, umgibt das Lampenhaus. Die Felder zwischen den Konsolen sind mit Ziermauerwerk aus rotem Backstein gefüllt. Das zylindrische Lampenhaus mit Kegeldach und Wetterfahne schließt das Bauwerk nach oben ab.

## Funktion
In einer Höhe von 30 Meter über NN sendet der Turm ein Blitzfeuer (Licht kürzer als Dunkel) über den Kleinen Belt, das ca. 16 Seemeilen weit reicht. Die Lichtstärke ist mit 5505 cd angegeben. Die Lichtfarben sind weiß, rot und grün, alle 5 Sekunden wiederholt sich der Vorgang. Für das rote und grüne Licht verwendet man heute Leuchtdioden. Vorher wurde weißes Licht mit farbigen Glas gefiltert, was Verluste der Lichtstärke zur Folge hatte.
Vor der Elektrifizierung erzeugte man das Licht zunächst mit einem 5-Docht-Brenner, der aber schon 1907 durch einen Glühstrumpfbrenner für Petroleum ersetzt wurde.

## Siehe auch

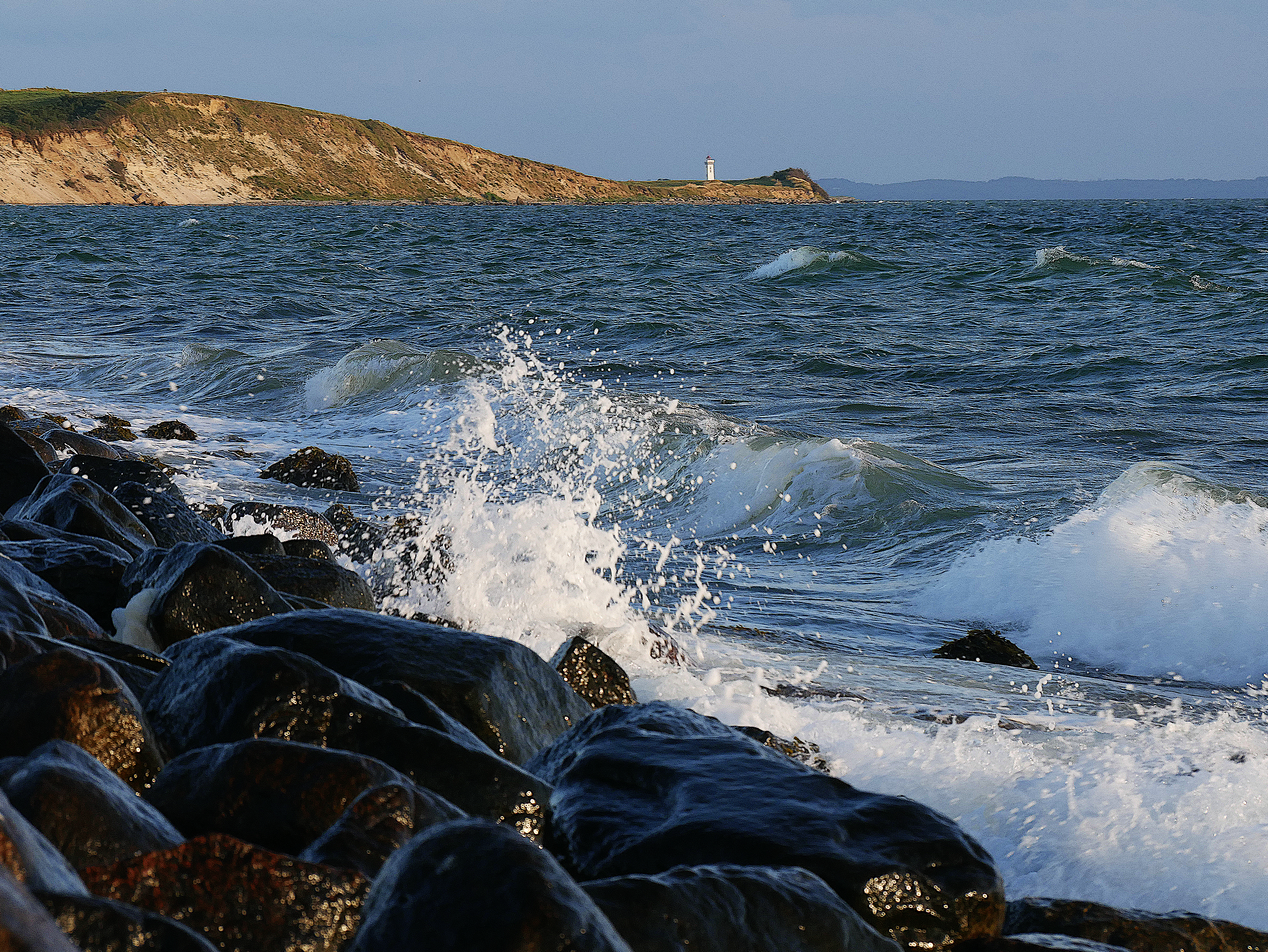
Leuchtturm vom Damm auf Fyn-Helnæs